# ادی مکا

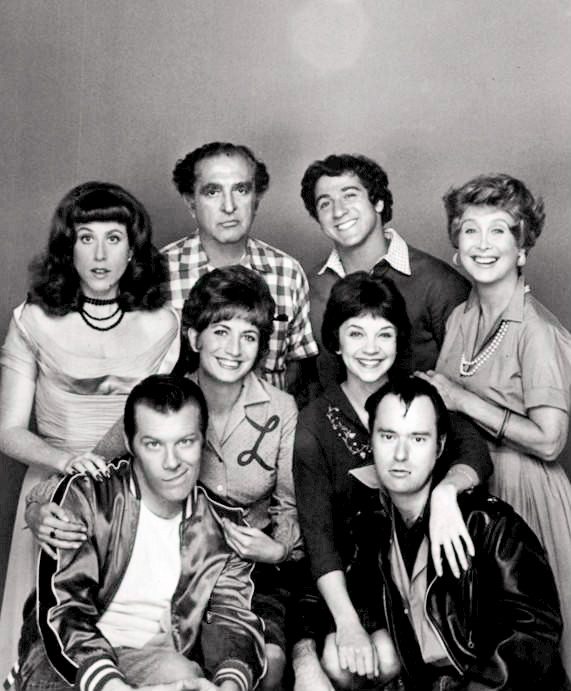

ادی مکا (انگلیسی: Eddie Mekka؛ ۱۴ ژوئن ۱۹۵۲—۲۷ نوامبر ۲۰۲۱) بازیگر ارمنی‌تبار اهل ایالات متحده آمریکا بود.

## زندگی‌نامه
وی با نام اصلی رودولف ادوارد مکجیان در ۱۴ ژوئن ۱۹۵۲ در ووستر، ماساچوست به دنیا آمد و از فارغ‌التحصیل شد. وی همچنین نامزد جایزه تونی شده‌است.

## گزیده فیلمشناسی
از فیلم‌ها یا برنامه‌های تلویزیونی که وی در آن نقش داشته‌است می‌توان به ساحل‌ها (فیلم) (۱۹۸۹), خیال باطل (۱۹۹۵), جسور و زیبا (۲۰۰۵), ۲۴ (مجموعه تلویزیونی) (۲۰۰۶), فیلادلفیا همیشه آفتابی است (۲۰۰۶), دختران رؤیایی (فیلم) (۲۰۰۶), بخش فوریت‌های پزشکی (مجموعه تلویزیونی) (۲۰۰۸), اشاره کرد.